# Green Line (Metro Chennai)

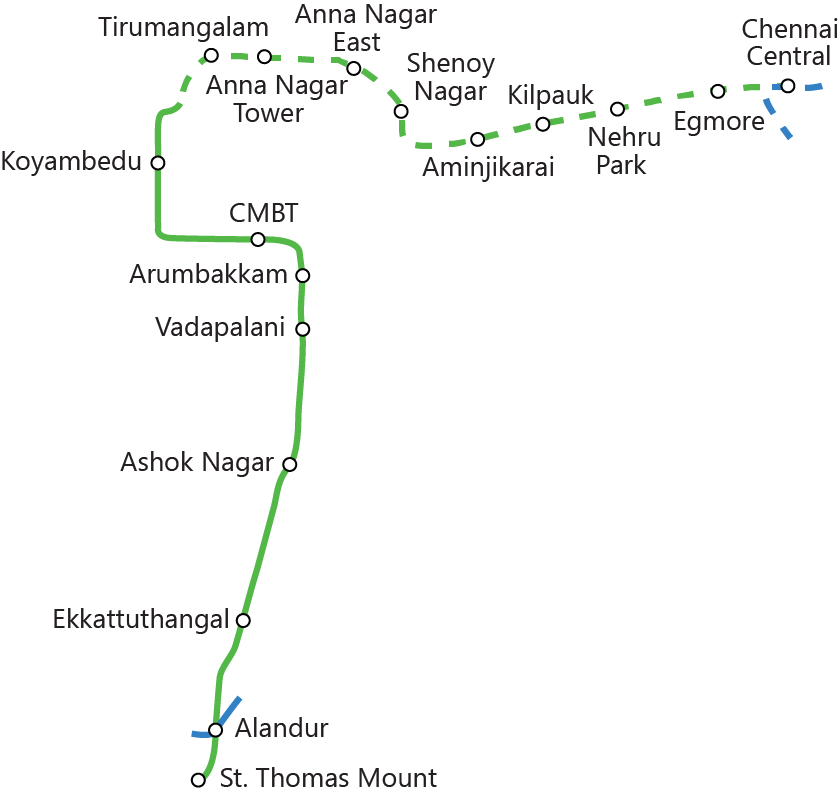
Verlauf der Green Line

Die Green Line (Tamil பச்சை வழித்தடம்) ist eine der beiden Linien der Metro Chennai. Sie hat 17 Stationen und ist 22,0 Kilometer lang (davon 9,7 Kilometer im Tunnel und 12,3 Kilometer als Hochbahn).

## Verlauf

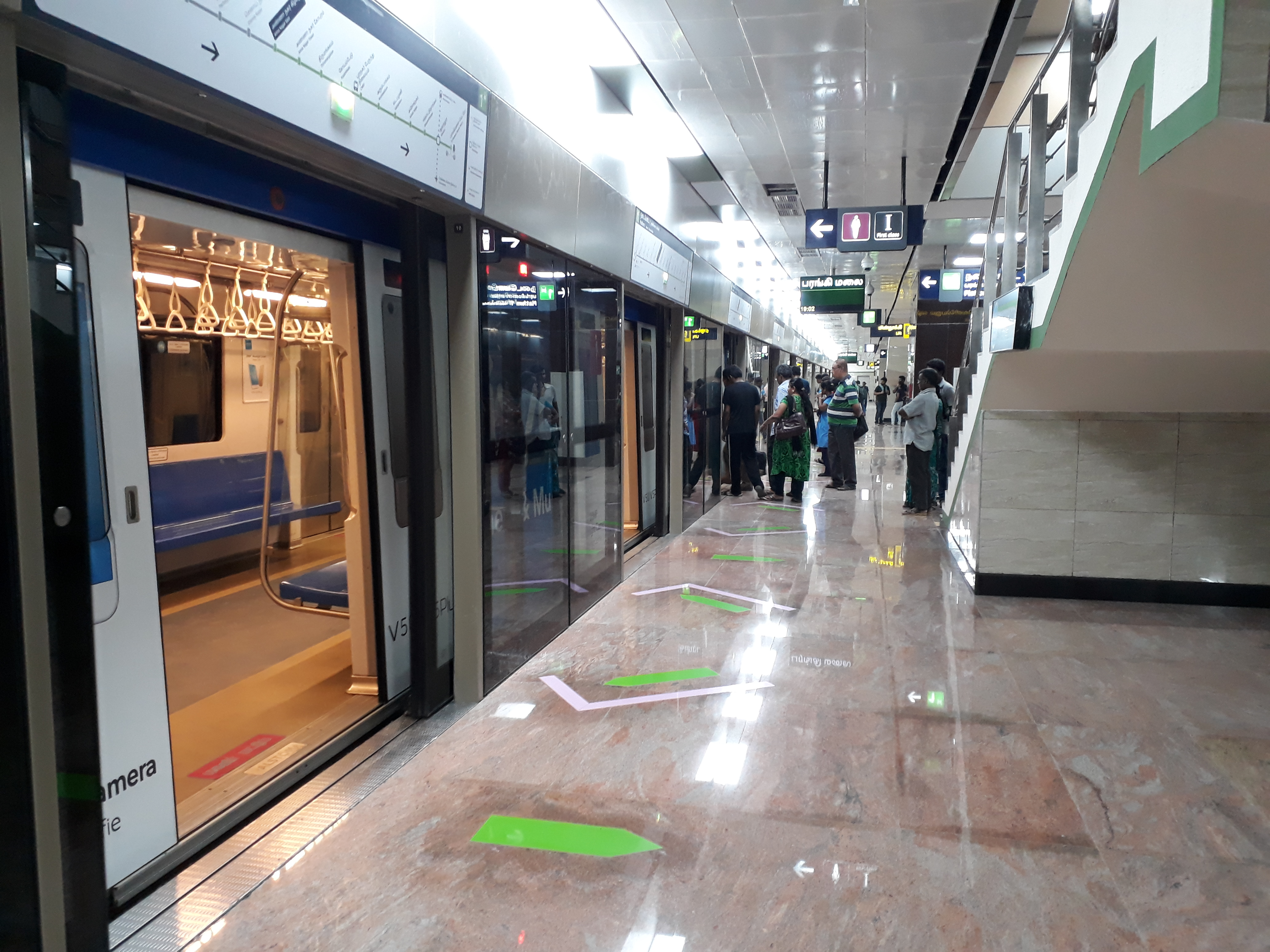
Station Anna Nagar East im Tunnelabschnitt der Green Line

Die Green Line beginnt im Tunnelbahnhof Chennai Central, wo eine Umsteigemöglichkeit zur Blue Line besteht. Von dort führt sie in westliche Richtung durch die Stadtteile Egmore, Kilpauk und Anna Nagar, wobei sie zunächst dem Verlauf der Straße E. V. R. Periyar Salai (ehemals Poonamallee High Road) folgt. Nach der Station Thirumangalam wechselt der Verlauf in südliche Richtung. Die Green Line wird nun zur Hochbahn und überquert den Cooum-Fluss. Nach Passieren des Stadtteils Koyambedu macht sie einen Schlenker nach Osten und trifft auf die Ringstraße Inner Ring Road, deren Verlauf sie nun aufgeständert in südlicher Richtung folgt. Dabei durchquert sie die Stadtteile Vadapalani und Ashok Nagar. Nach Überquerung des Adyar-Flusses folgt sie weiter der Inner Ring Road. An der Station Alandur kreuzt sie die Blue Line. Von dort führt sie bis zur Endstation St. Thomas Mount.

## Geschichte
Am 29. Juni 2015 wurde als erster Abschnitt der Metro Chennai die Hochbahnstrecke der Green Line zwischen Koyambedu und Alandur eröffnet. Am 14. Oktober 2016 wurde die Green Line von Alandur bis St. Thomas Mount verlängert. Als erste Tunnelstrecke ging am 14. Mai 2017 der Abschnitt zwischen Thirumangalam und Nehru Park in Betrieb. Am 25. Mai 2018 wurde die Green Line mit der Eröffnung des Abschnitts von Nehru Park über Egmore bis Chennai Central vollendet.

## Stationen
| Nr. | Name (Englisch)       | Name (Tamil)        | Oberirdisch/ Tunnel | Eröffnung        |
| --- | --------------------- | ------------------- | ------------------- | ---------------- |
| 1.  | Chennai Central       | சென்னை சென்ட்ரல்           | Tunnel              | 25. Mai 2018     |
| 2.  | Egmore                | எழும்பூர்               | Tunnel              | 25. Mai 2018     |
| 3.  | Nehru Park            | நேரு பூங்கா              | Tunnel              | 14. Mai 2017     |
| 4.  | Kilpauk               | கீழ்ப்பாக்கம்             | Tunnel              | 14. Mai 2017     |
| 5.  | Pachaiyappa’s College | பச்சையப்பன் கல்லூரி        | Tunnel              | 14. Mai 2017     |
| 6.  | Shenoy Nagar          | செனாய் நகர்             | Tunnel              | 14. Mai 2017     |
| 7.  | Anna Nagar East       | அண்ணா நகர் கிழக்கு        | Tunnel              | 14. Mai 2017     |
| 8.  | Anna Nagar Tower      | அண்ணா நகர் கோபுரம்        | Tunnel              | 14. Mai 2017     |
| 9.  | Thirumangalam         | திருமங்கலம்             | Tunnel              | 14. Mai 2017     |
| 10. | Koyambedu             | கோயம்பேடு               | oberirdisch         | 29. Juni 2015    |
| 11. | CMBT                  | சென்னை புறநகர் பேருந்து நிலையம் | oberirdisch         | 29. Juni 2015    |
| 12. | Arumbakkam            | அரும்பாக்கம்             | oberirdisch         | 29. Juni 2015    |
| 13. | Vadapalani            | வடபழனி               | oberirdisch         | 29. Juni 2015    |
| 14. | Ashok Nagar           | அசோக் நகர்             | oberirdisch         | 29. Juni 2015    |
| 15. | Ekkattuthangal        | ஈக்காட்டுத்தாங்கல்          | oberirdisch         | 29. Juni 2015    |
| 16. | Alandur               | ஆலந்தூர்               | oberirdisch         | 29. Juni 2015    |
| 17. | St. Thomas Mount      | பரங்கிமலை              | oberirdisch         | 14. Oktober 2016 |